# Hours
Hours (skrivet 'hours...') är ett musikalbum av David Bowie inspelat i Seaview studio, Bermuda, Looking Glass och Chung King studios i New York. Albumet släpptes i England 4 oktober 1999.

## Låtlista
Låtar där inget annat anges är skrivna av David Bowie och Reeves Gabrels.
1. "Thursday's Child" – 5.24
2. "Something in the Air" – 5.46
3. "Survive" – 4.11
4. "If I'm Dreaming My Life" – 7.04
5. "Seven" – 4.04
6. "What's Really Happening?" (David Bowie, Reeves Gabrels, Alex Grant) – 4.10
7. "The Pretty Things Are Going to Hell" – 4.40
8. "New Angels of Promise" – 4.35
9. "Brilliant Adventure" – 1.54
10. "The Dreamers" – 5.14

## Singlar som släpptes i samband med detta album
- "Seven 1"
- "Seven 2"
- "Seven 3"
- "Survive 1"
- "Survive 2"
- "Thursdays child 1"
- "Thursdays child 2"
- "Survive" (picture disc)

## Producerades av
David Bowie & Reeves Gabrels

## Medverkande
- David Bowie – Sång, keyboard, akustisk gitarr, programmering
- Reeves Gabrels – Gitarr, programmering
- Mark Plati – Bas, gitarr, programmering
- Mike Levesque – Trummor
- Sterling Campbell – Trummor
- Chris Haskett – Gitarr
- Everett Bradley – trummor
- Holly Palmer – Kör